# George Henry Harlow
Pour les articles homonymes, voir Harlow (homonymie).
George Henry Harlow, né le 10 juin 1787 à Londres et mort le 4 février 1819 dans la même ville, est un peintre d'histoire et portraitiste anglais.

## Biographie
Fils d'un marchand en Chine, il étudie la peinture auprès du paysagiste Hendrik de Cort, puis du portraitiste Samuel Drummond, et enfin dans l'atelier de Thomas Lawrence.
Il expose pour la première fois ses tableaux à la Royal Academy en 1804 et à la British Institution en 1808.
Son extravagance vestimentaire et sa liberté de ton lui valent le surnom ironique de « Clarisse Harlowe ».
Fort d'un style original qui associe une maîtrise parfaite des techniques académiques à un pinceau empreint de grâce et de sensibilité, Harlow devient rapidement un des portraitistes les plus en vue de son époque, dont la pratique est très prisée par la haute société. Il est également miniaturiste. Son œuvre de peintre d'histoire est, en revanche, beaucoup plus compassée. Peu avant sa mort, il accomplit un voyage artistique en Italie.
Sa dépouille est inhumée sous l'autel de l'église St. James's à Piccadilly.

## Principales œuvres répertoriées
- Plusieurs de ses tableaux sont exposées à la National Portrait Gallery (Royaume-Uni).